# Гаокао
Гаокао (кит. упр. 高考, пиньинь gāokǎo, палл. гаокао) — всекитайские государственные вступительные экзамены в вузы (сокращение от кит. упр. 中华人民共和国普通高等学校招生全国统一考试, пиньинь Zhōnghuá Rénmín Gònghéguó pǔtōng gāoděng xuéxiào zhāoshēng quánguó tǒngyī kǎoshì, палл. Чжунхуа Жэньминь Гунхэго путун гаодэн сюэсяо чжаошэн гуанго тунъи каоши). Проводятся только в материковом Китае (не включает Гонконг, Макао и Тайвань). С 2003 года проводятся 7—8 июня, в 2020 году из-за пандемии COVID-19 экзамены «Гаокао» проводились 7—8 июля.

## История
Впервые введён в 1952 году. С 1966 по 1976 (времена Культурной революции в Китае) был отменён. Первый после Культурной революции экзамен состоялся в конце 1977 года. В тот год для участия в этом экзамене не было серьезных ограничений по возрасту и происхождению, к участию допускались граждане в возрасте от 14 до 30 лет. Общее число кандидатов составило более чем 5,7 миллиона человек. Сдавших экзамен было всего 4,8 % — 272 971 кандидатов по всей стране, что было самым низким результатом за всю историю КНР. В 1978 году все выпускники по всей стране прошли точно такой же экзамен. Форма и содержание экзамена постоянно менялись, для отдельных вузов были разрешены также другие формы сдачи.
Экзамен проводится в течение 2—3х дней. Три предмета обязательны для сдачи повсеместно: китайский язык, математика, иностранный язык — обычно английский, но может быть также японский, русский или французский. Другие семь возможных предметов — это: физика, химия, биология, технология (информационные технологии или общая технология) и три гуманитарных: история, география, и политология. Из-за большого давления и последующего стресса при сдаче гаокао многие китайские школьники сегодня отказываются от него в пользу платных местных или зарубежных вузов.
С 2014 года в некоторых регионах Китая в порядке эксперимента тестируется система, в которой обязательные три предмета такие же, как в прежней системе, и вдобавок нужно выбрать для сдачи три предмета из следующих: история, география, политика, физика, химия, биология.
В 2020 году количество сдающих «Гаокао» достигло рекордных 10,71 млн человек.

## Организация
Во время экзаменов в городах, где расположены экзаменационные центры, действует режим чрезвычайной ситуации, чтобы обеспечить спокойствие экзаменаторов перед выпускными экзаменами. Строительные работы прекращаются на ночь, чтобы они могли спокойно спать. В дневное время на улицах много полицейских, которые помогают студентам, и без того застрявшим в пробках, добраться до экзаменационных центров.

## Критика

### Особые условия
Также существуют особые условия для этнических меньшинств, иностранцев, людей, чьи семьи проживают на Тайване, детей военных, потерявших родителей в ходе профессиональной деятельности. Ученики могут также заработать дополнительные баллы в случае участия в научных олимпиадах и другой научной деятельности, спортивных соревнованиях, а также «по политическим» или «моральным» качествам.